# Empoasca quadra
Empoasca quadra är en insektsart som beskrevs av Delong 1982. Empoasca quadra ingår i släktet Empoasca och familjen dvärgstritar. Inga underarter finns listade i Catalogue of Life.